# 上高井戶
上高井戶（日语：／ Kami-takaido */?）是東京都杉並區的地名，現行行政地名為上高井戶一丁目至上高井戶三丁目。2013年10月1日為止的人口有10,762人。郵遞區號は，168-0074。

## 地理
位於杉並區南部，一、二丁目深入世田谷區。町域北鄰杉並區久我山、高井戶西、高井戶東，東鄰杉並區下高井戶。南鄰世田谷區上北澤、八幡山、南烏山。西鄰世田谷區北烏山。南端有京王線車站，車站周邊與幹線道路旁多大樓與商店，北端有生產綠地等，其他多為戶建住宅、共同住宅組成的住宅區。
此外，除了上高井戶一丁目，其他地區被指定為杉並南部土地區劃整理事業施行區域。

## 歷史
高井戶宿在1604年（慶長9年）分為上高井戶宿（現在上高井戶一丁目，環八通與甲州街道交差點附近為中心）與下高井戶宿（現在下高井戶四丁目2番附近為中心）。（安土桃山時代中後期的文獻中可見「上高井土」、「上高井戶」等名稱。）
江戶後期，在結束宿場町的角色之後，上高井戶村於1889年（明治22年）與下高井戶村合併，為高井戶村上高井戶。1926年（大正15年）施行町制，高井戶村改為高井戶町。1932年（昭和7年），高井戶町與杉並町、井荻町、和田堀町合併成為杉並區，成立杉並區上高井戶一丁目〜五丁目。
1969年（昭和44年）實施住居表示，舊上高井戶一丁目全域與二丁目一部分重編為現行的上高井戶一丁目〜三丁目。

## 交通
町域東南端有京王線八幡山站，環八通西側有蘆花公園站（地址為世田谷區南烏山），京王井之頭線富士見丘站（久我山五丁目）、高井戶站（高井戶西二丁目）也在徒步圏內。
町域周邊有中央自動車道（首都高速道路4號新宿線）、國道20號（甲州街道）、環八通、放射第5號線（東京都道14號新宿國立線）等幹線道路通過，也可利用往北方JR中央本線（荻窪站）、南方小田急小田原線（成城學園前站）的路線巴士。

## 一般設施
- 京王retnade（京王リトナード）八幡山
- My Basket（まいばすけっと）八幡山站前店

町域外，八幡山站北側有OZEKI（オオゼキ）八幡山店，蘆花公園站南口有SUMMIT（サミット）蘆花公園站前店。八幡山站、蘆花公園站、富士見丘站周邊皆有小規模商店街。一般而言，町內商店、餐飲店較少，多在周邊的各商業區。

## 公共、文化設施
- 杉並區立富士見丘小學校
- 寶陽幼稚園
- 杉並大宙みたけ保育園
- 杉並上高井戶郵便局
- 上高井戶區民集會所
- 上高井戶南公園
- 上高井戶東公園
- 上高井戶宿公園
- 淺間橋公園
- 上高井戶第二兒童遊園
- 花水木（はなみずき）綠地
- 春風（はるかぜ）綠地
- 上高井戶西原綠地
- 樁（つばき）綠地

町內有許多小型公園，但缺少大型文化設施，也距離區出張所與圖書館等設施較遠（最近為高井戶站前事務所等）。住居表示實施以前的舊上高井戶地區（主要為舊四丁目〜五丁目）設施，有許多保留「上高井戶」的名稱，但並不在現在的上高井戶內。

## 防災、防犯
- 警視廳高井戶警察署上高井戶交番
- 上高井戶巡迴安全巡邏站（上高井戸巡回安全パトロールステーション）

## 備註
1. ↑  .   [2013-10-24]. （原始内容存档于2013-10-22）.
2. ↑   (PDF).   [2013-10-24]. （原始内容存档 (PDF)于2013-10-29）.